# Hotchkiss M1909 Benét–Mercié
La Mitrailleuse Hotchkiss M1909 est une mitrailleuse légère française conçue par Hotchkiss  fabriquée en France, mais aussi en Grande-Bretagne et aux USA.

## Présentation
Elle a été conçu par un noble viennois, officier de l'armée autrichienne, Adolf Odkolek von Újezd, qui a vendu les droits de fabrication à Hotchkiss en 1893. Plusieurs versions améliorées ont été conçues par le directeur américain de Hotchkiss, Laurence Benét, et son assistant français, Henri Mercié. Elle est aussi connue comme Hotchkiss Portative M1908 (ou M1908-13) dans l'Armée française, Hotchkiss Mark I dans la British Army ou Hotchkiss M1909 Benét–Mercié dans l'US Army durant la Première Guerre mondiale.

## Production
La production a commencé à l'usine Hotchkiss de Saint-Denis, près de Paris, mais en 1914, l'invasion de l'armée allemande menaçant la ville, les autorités militaires françaises ont ordonné le transfert de l'usine à Lyon. L'année suivante, le gouvernement britannique a invité Hotchkiss à créer une usine à Coventry. À la fin de la guerre, cette usine avait fabriqué plus de 40 000 M1909. 
La version américaine a été réalisée par Springfield Armory et par la société   Colt. La production totale pour les États-Unis était de 670.  Cela peut sembler minime comparé aux énormes quantités d'armes à feu produites plus tard au XXe siècle, mais il s'agissait d'un chiffre significatif pour la taille de l'armée américaine contemporaine. L'adoption du M1909 a coïncidé avec le retrait .30-06 Gatling à commande manuelle des arsenaux de l'armée américaine.

## Utilisation

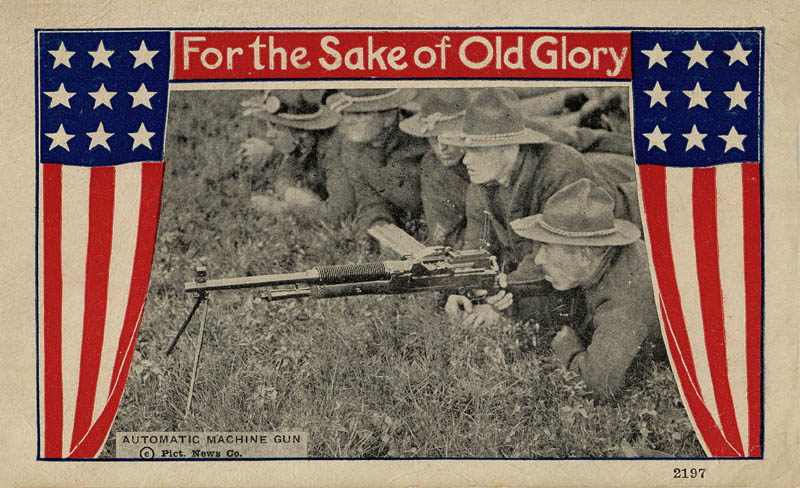
Soldat americain tirant avec une Hotchkiss M1909.

En plus des  États-Unis, de la France et de la Grande-Bretagne, la Hotchkiss Portative fut livrée aux pays suivants :
- Australie
- Belgique: version française en  7,65 mm Mauser en armant le 2e régiment de carabiniers-cyclistes (surnommés les Diables noirs par les Allemands)
- Brésil
- Espagne
- Irlande
- Nouvelle-Zélande

Ainsi, elle connut plusieurs conflits militaires dont :
- Première Guerre mondiale
- Guerre civile irlandaise
- Guerres des bananes
- Guerre du Rif
- Guerre d'Espagne